# Megapselaphus unicolor
Megapselaphus unicolor là một loài bọ cánh cứng trong họ Melandryidae. Loài này được Pic mô tả khoa học năm 1930.